# Rick Hutton
Rick Hutton (Liverpool, 1953) è un conduttore radiofonico, conduttore televisivo e musicista britannico, popolare per essere stato uno dei volti principali dell'emittente musicale italiana Videomusic.

## Biografia
Dopo essersi laureato in economia e sociologia all'Università di Canterbury, nel 1980 si trasferisce definitivamente in Italia.
Inizia a lavorare insieme all'amico di scuola Clive in una piccola emittente toscana di nome Elefante TV.

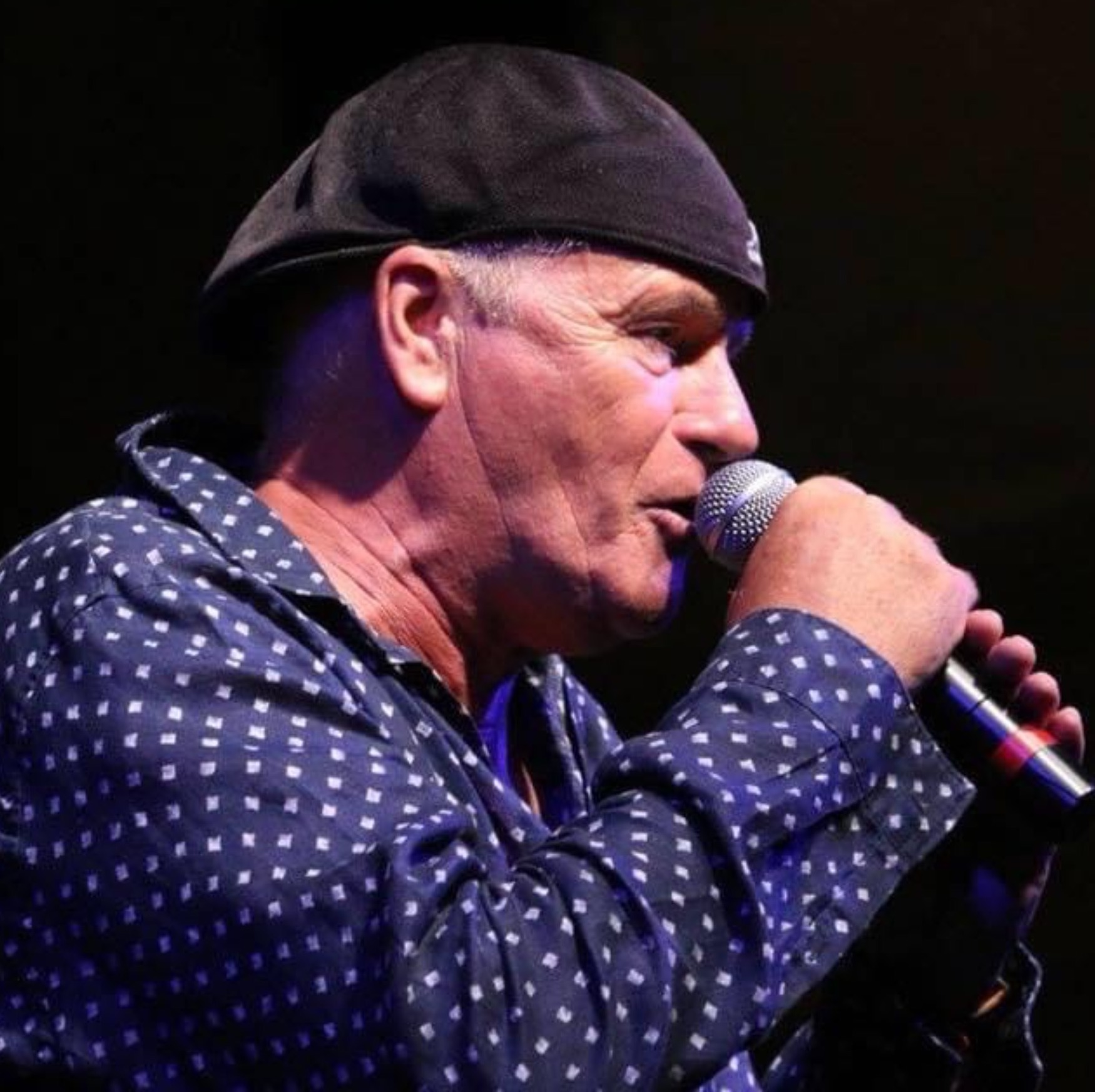
Rick Hutton nel 2019

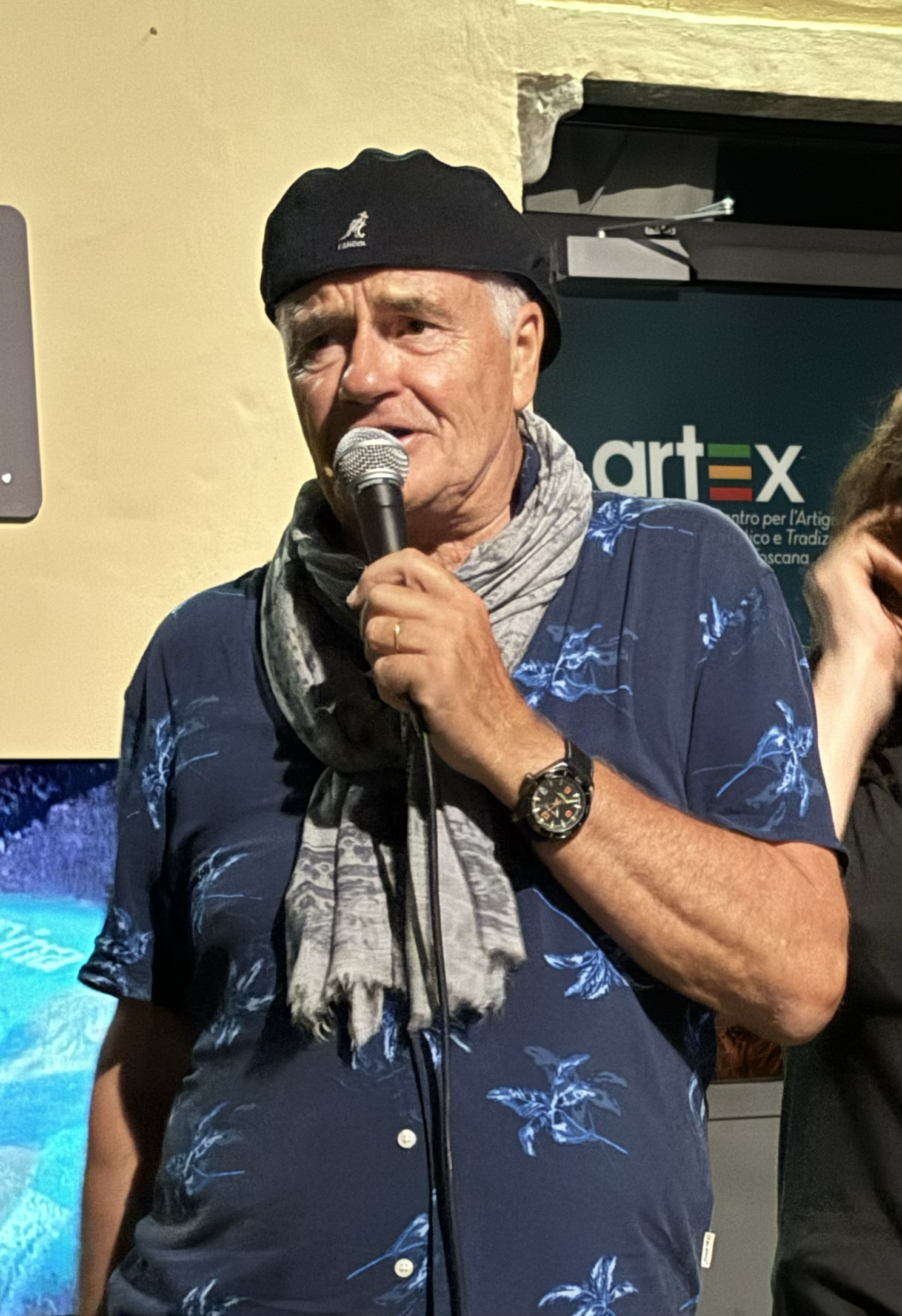
Rick Hutton. Firenze, 28 giugno 2024

### Videomusic
Sull'emittente Italiana dal '84 fino al '99 conduceva programmi storici come Hot Line, Crazy Time ed il suo programma di viaggi Rick'n'Roll.

### Musicista
Ha formato in patria, ancora giovanissimo, il suo primo gruppo, i Laurel Canyon. Arrivato in Italia, ha formato i The Groove. Nel 1988 ha inciso il suo primo album da solista per la PolyGram. Successivamente ha formato i Tracks band, con i quali ha inciso nel 1991 per la Dischi Ricordi l'album What's The Silence About. In seguito ha formato la Rick Hutton Band, con la quale ripropone classici soul e R&B anni sessanta e settanta.
Nel 2017 ha pubblicato l'album The Planet Sound Sessions con gli Acoustic Band. Nel 2022 ha pubblicato One More Time, sempre con gli Acoustic Band.
Nel 2023 è ospite fisso della trasmissione Macondo condotta da Camila Raznovich con musica live insieme alla sua band Gaudats Junk Band.

## Radio
Ha condotto il suo programma radiofonico Rick'n'Roll sul network RTL a Roma nel 1999. In seguito dal 2005 lo ha condotto sul network romano Radio Città Futura.
Dal 2011 al 2018, ha lavorato come presentatore presso la stazione radiofonica e televisiva web musicale StandbyTV.

## Presentatore Festival
Nel 1987 Rick ha presentato gli ospiti internazionali al Festival di Sanremo, e poi agli inizi degli anni '90, due edizioni estivi di Sanremo Blues Festival, insieme a Beppe Grillo e Pippo Baudo.
È stato per anni il presentatore storico del Pistoia Blues Festival, il famoso festival blues che si tiene ogni luglio in piazza del Duomo a Pistoia. Da più di trent'anni è il presentatore del Soul Festival di Porretta Terme in Emilia che si tiene ogni luglio.
Dal 2015 Rick presenta ogni estate anche la Maspalomas Soul Festival a Gran Canaria in Spagna.

## Discografia
- Rick Hutton, Poligram (1988)
- What's The Silence About, Dischi Ricordi (1991)
- The Planet Sound Sessions (2017)
- One More Time (2022)